# Henryk Ciski
Henryk Ciski (ur. 5 marca 1939 w Bożewie k. Płońska, zm. 3 czerwca 2025) – polski dziennikarz prasowy, twórca i redaktor naczelny „TV Sat Magazynu”.

## Życiorys
Ukończył studia dziennikarskie na Uniwersytecie Warszawskim. Od 1968 roku pracował jako dziennikarz w prasie łódzkiej, początkowo jako dziennikarz „Dziennika Łódzkiego”, sekretarz redakcji „Expressu Ilustrowanego” i „Głosu Robotniczego”, a w 1989 był współzałożycielem (wraz z Andrzejem Mikołajczykiem) i redaktorem naczelnym „TV Sat Magazynu”.
Był fundatorem nagród – Złotych Anten i Patentów Cyfrowych, a także autorem tekstów piosenek, m.in. Janusza Laskowskiego i Kazimierza Kowalskiego.
Został pochowany na cmentarzu rzymskokatolickim pw. Matki Bożej Nieustającej Pomocy w Łodzi.

## Wyróżnienia
- 1977: Honorowa Odznaka Miasta Łodzi[8]
- 2003: Krzyż Kawalerski Orderu Odrodzenia Polski – za wybitne zasługi w działalności na rzecz rozwoju telewizji satelitarno-kablowej, za osiągnięcia w pracy dziennikarskiej[9]
- 2009: Złota PIKE w kategorii: Osoba Instytucja, przyznana przez Polską Izbę Komunikacji Elektronicznej
- 2023: Honorowa Złota PIKE[10] – za ogromny i niepowtarzalny wkład w rozwój telewizji kablowej, za dzieło jego życia, jakim jest TV Sat Magazyn, za działalność redaktora i publicysty, który utorował i nadal toruje drogę najnowszym technologiom dostępowym w branży kablowej[4]